# Masjid an-Nabawi
al-Masjid an-Nabawi (arabiska: المسجد النبوي, uttal: [ælmæsʤıd ænːæbæwı], Profetens moské) är en moské i Medina i Hijaz i Saudiarabien och räknas som den näst heligaste platsen inom islam (efter Masjid al-Haram). När Muhammed först kom till Medina efter emigrationen (hijra) från Mecka, byggde han en moské som nu kallas Masjid an-Nabawi, nära hans hem. Moskén har varit en viktig inspirationskälla till senare islamisk arkitektur.
Moskén är belägen i det som traditionellt anses vara Medinas centrum. Det är ett berömt pilgrimsmål och många muslimer som kommer för att göra vallfärden hajj eller umra i Mecka, besöker också Masjid an-Nabawi i Medina. De kan besöka Medina före eller efter att de har utfört hajj eller umra.
Det mest anmärkningsvärda med profetens moské är den gröna kupol som stiger högre än alla de vita kupolerna. Rakt nedanför den gröna kupolen är Muhammeds grav belägen, och det är även där Muhammeds hus låg. Tidiga muslimska ledare ligger också begravda i ett angränsande område. Kaliferna Abu Bakr och Umar ibn al-Khattab ligger begravda bredvid Muhammeds grav. Vid sidan av dessa står en tom sarkofag avsedd för Jesus.
Moskéns hjärta är ett mycket speciellt men litet område som heter ar-Rawdah an-Nabawiyah och som sträcker sig från Muhammeds grav till hans predikstol. Traditionen säger att de böner som yttras här aldrig avvisas. Ar-Rawdah an-Nabawiyah anses vara en del av jannah.[källa behövs]
I närheten av Masjid an-Nabawi finns den en begravningsplats kallad Jannat al-Baqi, där många familjemedlemmar och släktingar till Muhammed är begravda. Där ligger bland annat den tredje kalifen Uthman ibn Affan, andra följeslagare och många kända lärda i islam begravda. al-Baqi är ett viktigt pilgrimsmål för shiamuslimer eftersom gravarna till fyra shiaimamer finns där. Dessa shiaimamer var den andra imamen Hasan ibn Ali, den fjärde imamen Ali ibn Husayn, den femte imamen Muhammad ibn Ali och den sjätte Jafar ibn Muhammad.

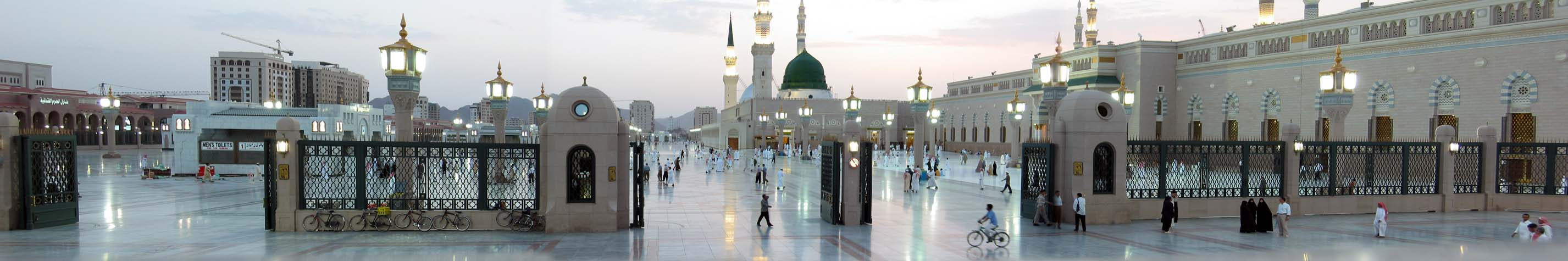
al-Masjid an-Nabawi i solnedgången.

## Galleri

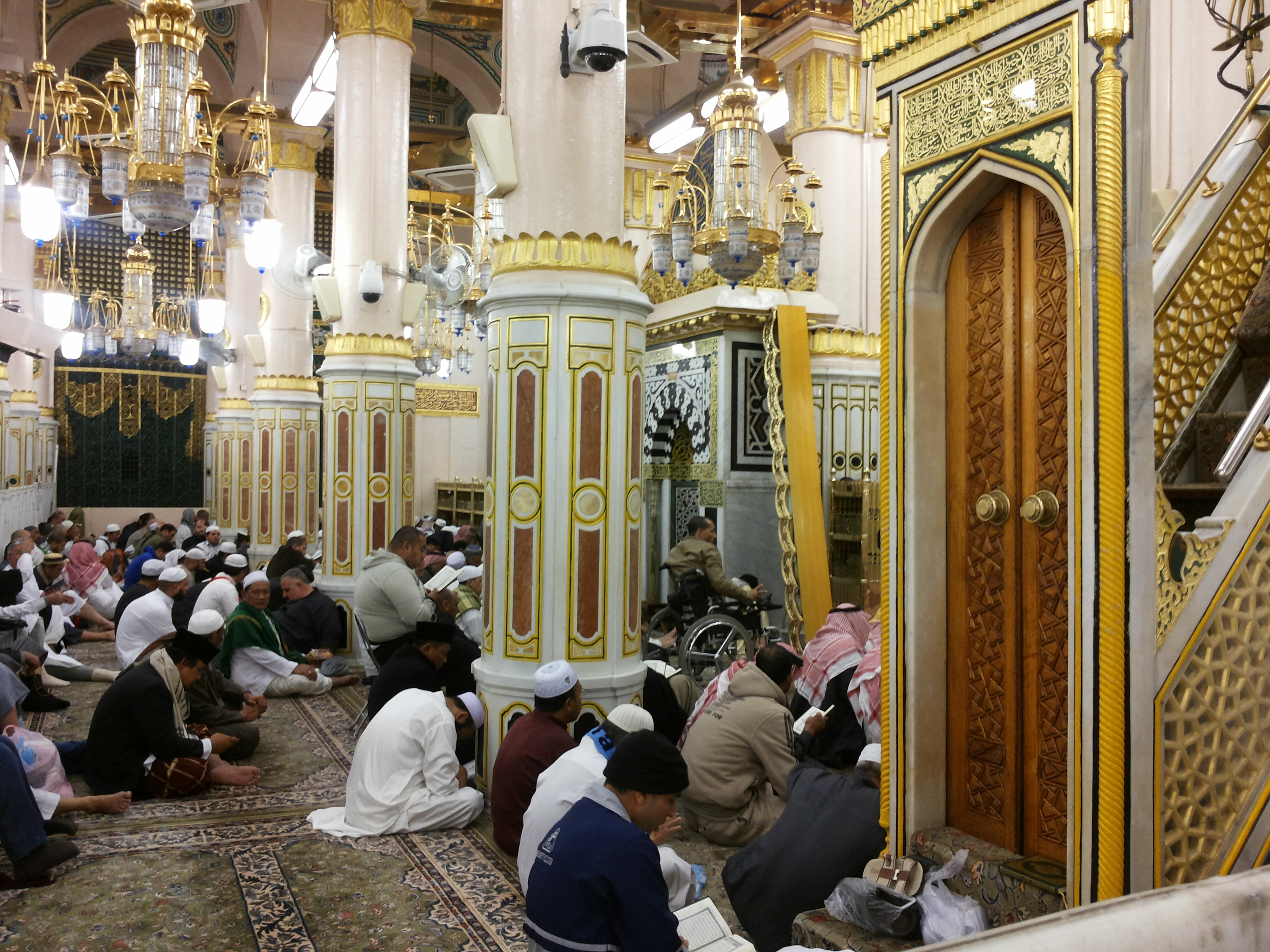
Rawdah.
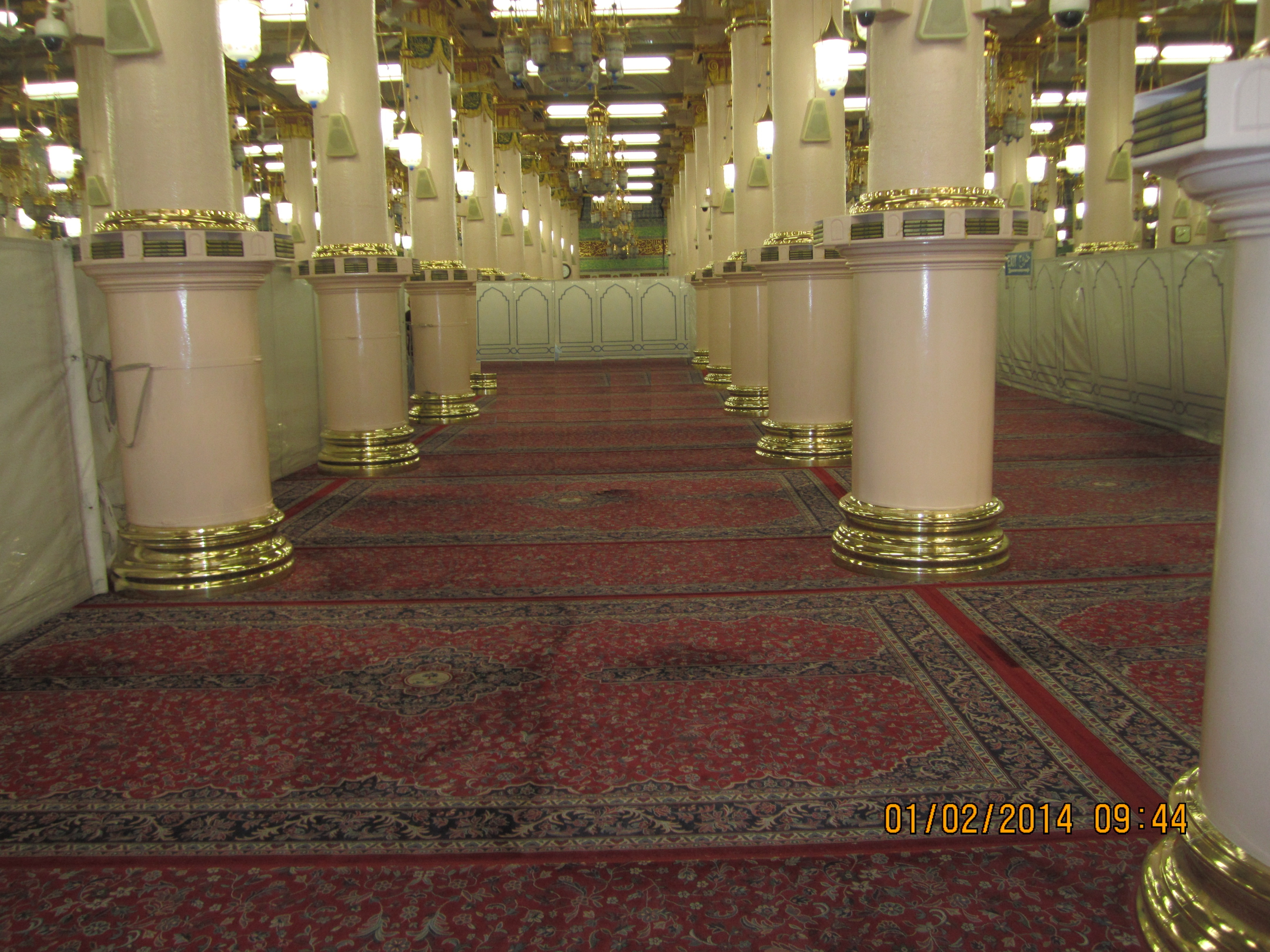
Inuti moskén.
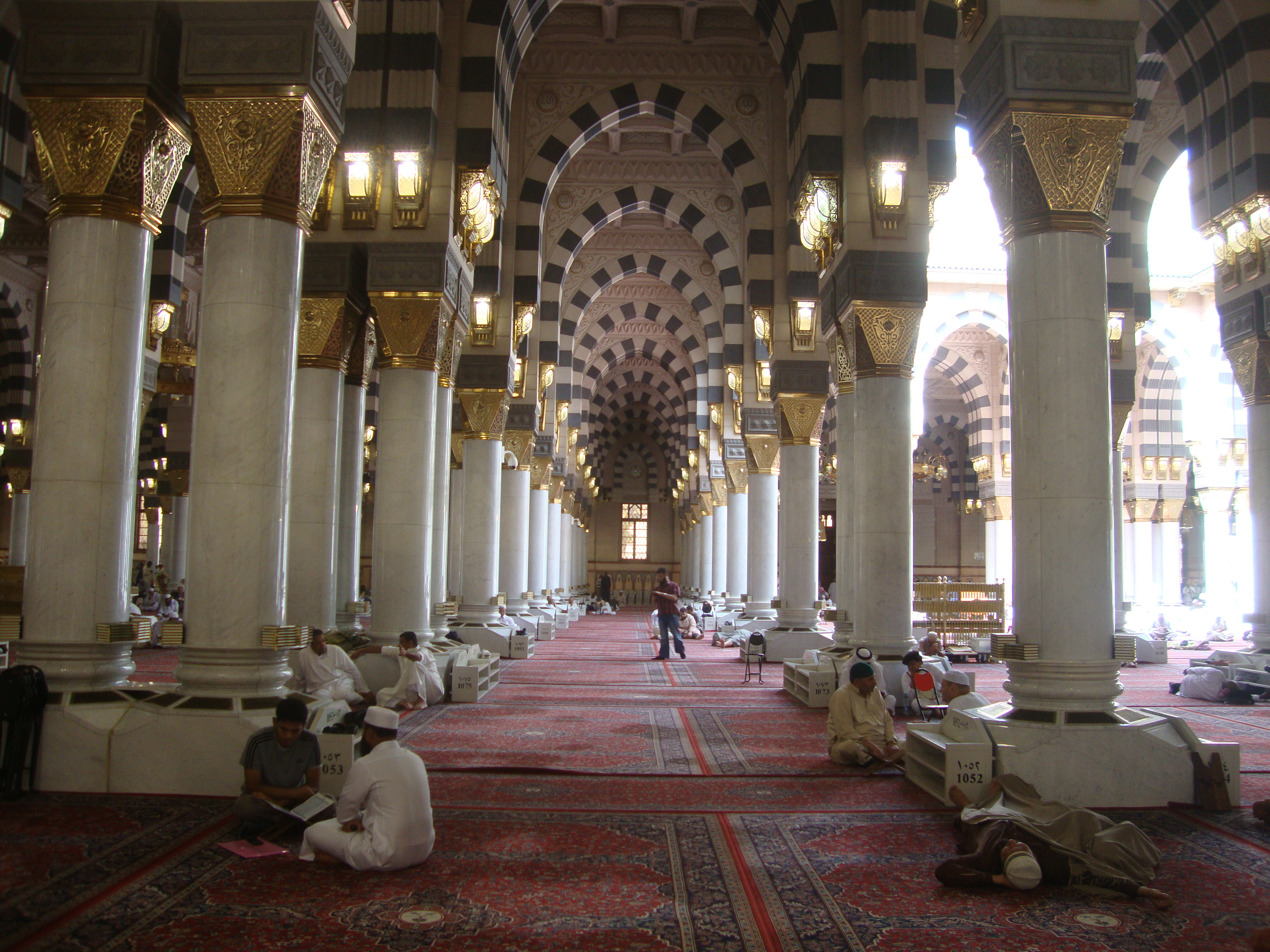
En annan del inne i moskén.
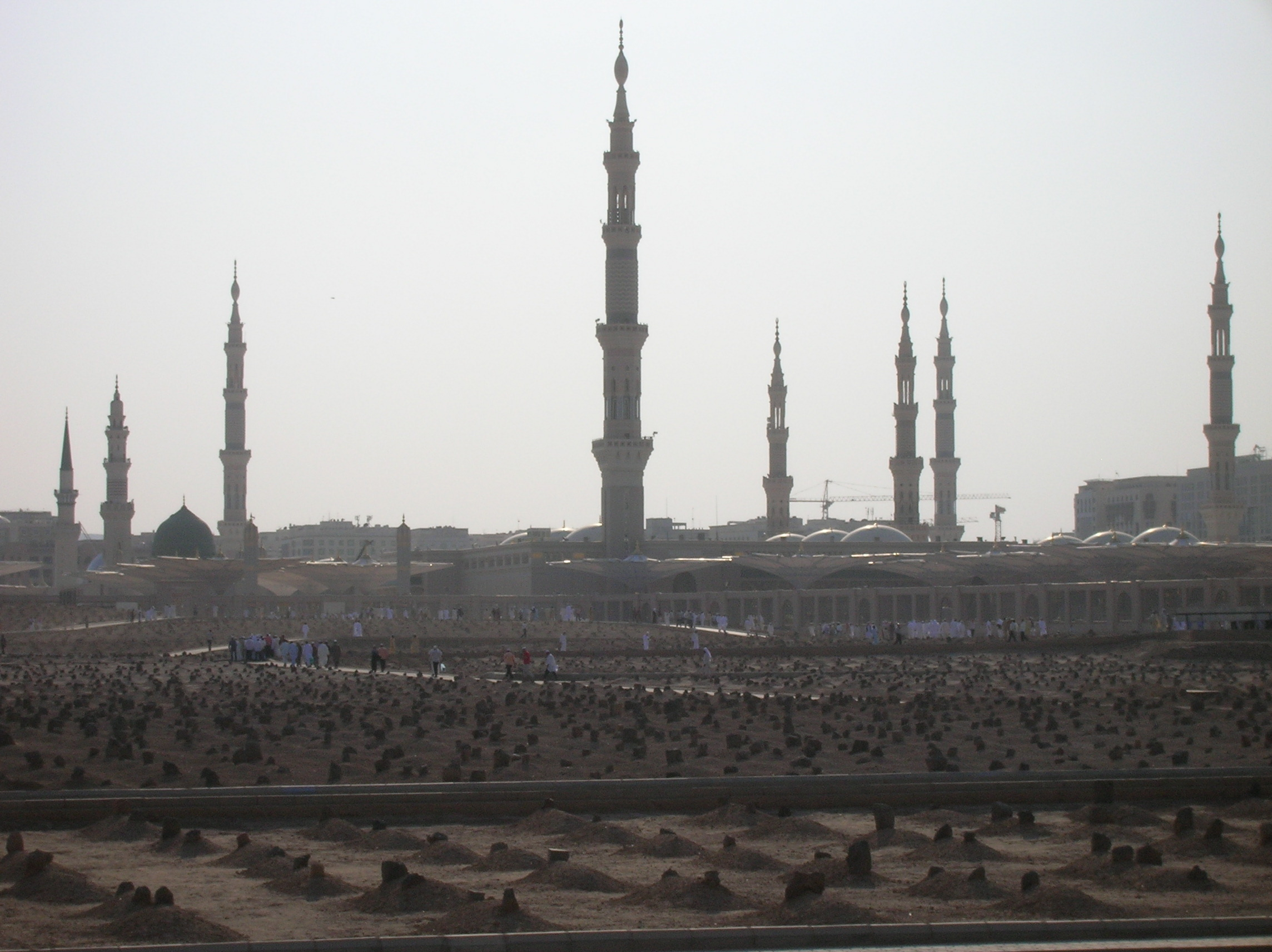
Al-Baqi', en närliggande begravningsplats till moskén.
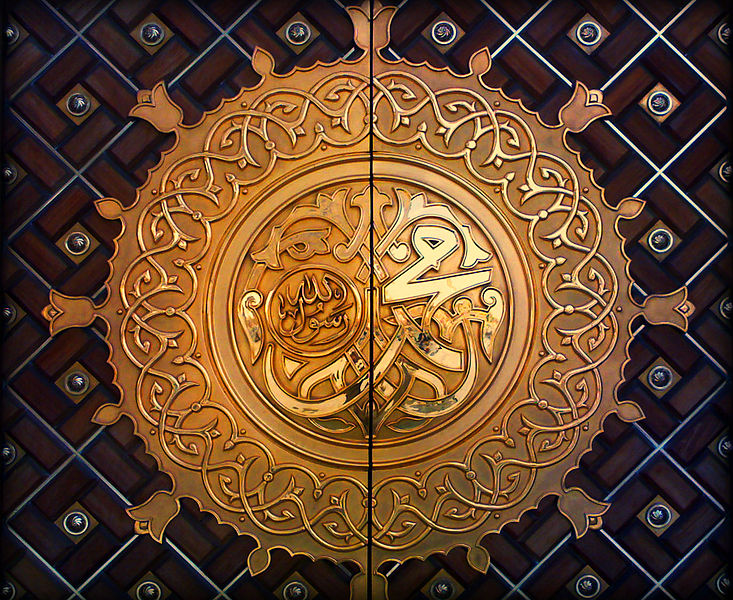
På en dörr till moskén står det "Muhammed, Guds sändebud" på arabiska.
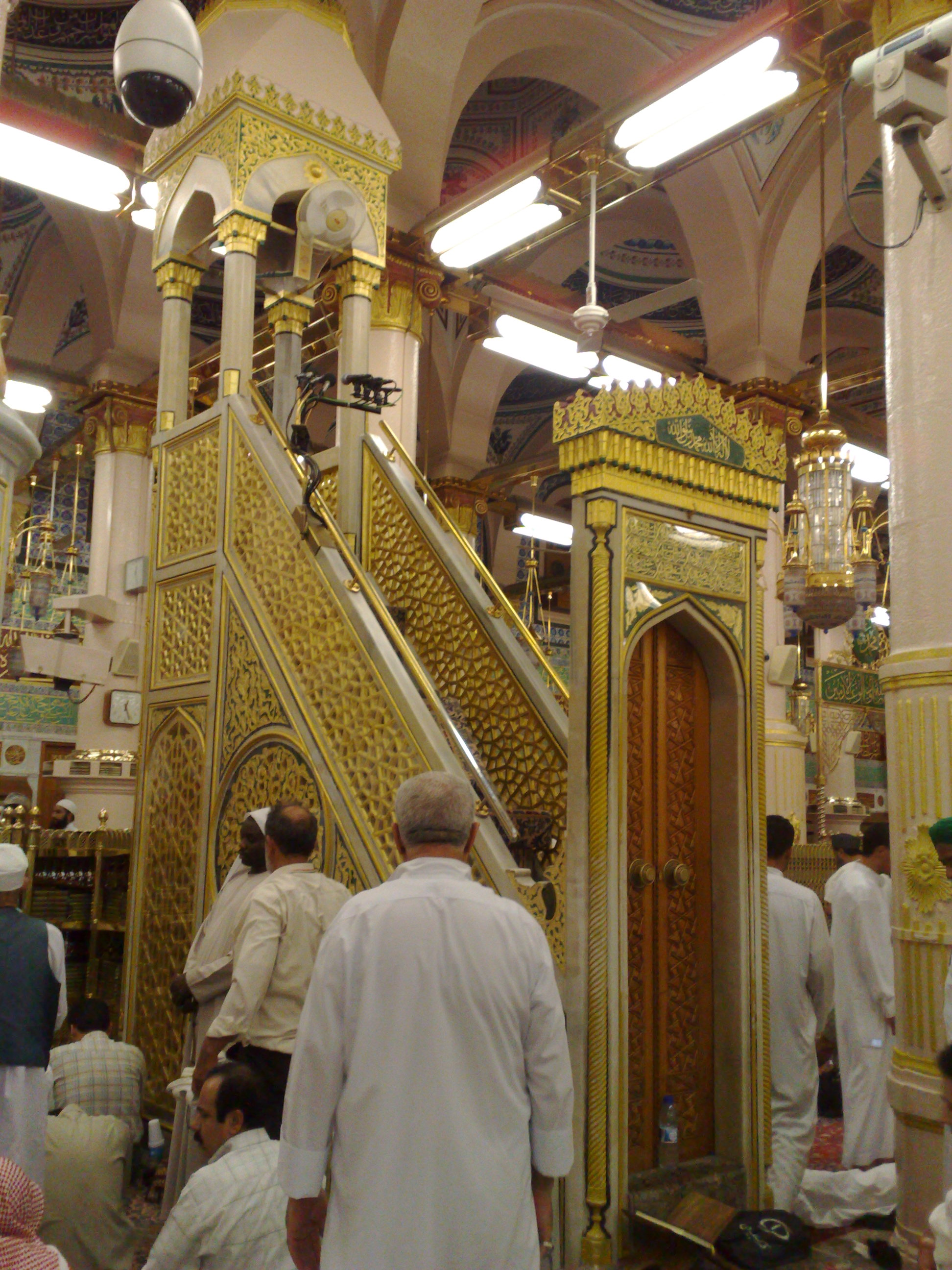
Profetens minbar (predikstol).